# Icebreaker (Agnete-dal)
Az Icebreaker (magyarul: Jégtörő) a norvég Agnete dala, mellyel Norvégiát képviselte a 2016-os Eurovíziós Dalfesztiválon, Stockholmban. A dal az NRK által szervezett nemzeti döntőben nyerte el az eurovíziós indulás jogát 2016. február 27-én.

## Eurovíziós Dalfesztivál
A dalt az Eurovíziós Dalfesztiválon a május 12-i második elődöntőben adta elő, fellépési sorrendben tizenötödikként az Ukrajnát képviselő Jamala 1944 című dala után, és a Grúziát képviselő Nika Kocharov & Young Georgian Lolitaz Midnight Gold című dala előtt. Az elődöntőben a tizenharmadik helyen végzett, így nem jutott tovább a május 14-i döntőbe.
A következő norvég induló Jowst Grab the Moment című dala volt a 2017-es Eurovíziós Dalfesztiválon.